# Rahim Zafer
Rahim Zafer, né le 25 janvier 1971 à Adapazarı, est un footballeur turc des années 1990 et 2000. 

## Biographie

### En club
Il joue dans différents clubs turcs (Gençlerbirliği, Beşiktaş, Diyarbakırspor, Sakaryaspor, Adanaspor et Kırıkkalespor) et connaît également une expérience à l'étranger (le Daegu FC en Corée du Sud). 
Il joue un total de 343 matchs en première division turque, inscrivant 11 buts. Il joue également 15 matchs en Ligue des champions, six en Coupe de l'UEFA, et quatre en Coupe des coupes.
Il remporte au cours de sa carrière deux Coupes de Turquie ainsi que deux Supercoupes de Turquie.

### En équipe nationale
Il remporte les Jeux méditerranéens de 1993 avec la Turquie.
Il reçoit cinq sélections en équipe de Turquie lors de l'année 1996, inscrivant un but. 
Il joue son premier match en équipe nationale le 9 avril 1996, en amical contre l'Azerbaïdjan. Il inscrit un but lors de cette rencontre, qui se solde par une victoire turque (1-0).
Il participe ensuite à l'Euro 1996 organisé en Angleterre. Il est titulaire contre la Croatie, puis remplaçant contre le Portugal (recevant un carton jaune). Il ne joue pas le dernier match contre le Danemark. La Turquie est éliminée au premier tour, sans avoir inscrit le moindre but.

## Clubs
- 1987-1990 :  Sakaryaspor
- 1990-1996 :  Gençlerbirliği S.K.
- 1996-2001 :  Beşiktaş JK
- 2001-2002 :  Diyarbakırspor
- 2002-2003 :  Sakaryaspor
- 2003      :  Daegu FC
- 2004-2005 :  Adanaspor AŞ
- 2005-2006 :  MKE Kirikkalespor K

## Palmarès
- Championnat de Turquie
  - Vice-champion en 1997, en 1999 et en 2000

- Coupe de Turquie
  - Vainqueur en 1988 et en 1998
  - Finaliste en 1999

- Supercoupe de Turquie
  - Vainqueur en 1998 et en 2000

- Jeux méditerranéens
  - Vainqueur en 1993